# Павонкув (гмина)
Павонкув (пол. Pawonków) — сельская гмина (волость) в Польше, входит как административная единица в Люблинецкий повет, Силезское воеводство. Население — 6483 человека (на 2004 год).

## Демография
| Перепись                       | Всего   | Всего | Женщины | Женщины | Мужчины | Мужчины |
| ------------------------------ | ------- | ----- | ------- | ------- | ------- | ------- |
| Единицы                        | человек | %     | человек | %       | человек | %       |
| Население                      | 6483    | 100   | 3271    | 50,5    | 3212    | 49,5    |
| Плотность населения (чел./км²) | 54,6    | 54,6  | 27,5    | 27,5    | 27,1    | 27,1    |

## Сельские округа
1. Дралины
2. Гвозьдзяны
3. Кошвице
4. Космидры
5. Лисовице
6. Липе-Слёнске
7. Лагевники-Мале
8. Лагевники-Вельке
9. Павонкув
10. Скшидловице
11. Солярня

## Соседние гмины

Гмина Павонкув

1. Гмина Часна
2. Гмина Добродзень
3. Гмина Кохановице
4. Гмина Крупски-Млын
5. Люблинец
6. Гмина Завадзке